# Feuerwehrgerätehaus Duddenhausen
Das Feuerwehrgerätehaus Duddenhausen und der Schlauchturm in Bücken-Duddenhausen in der niedersächsischen Samtgemeinde Grafschaft Hoya stammen vom frühen 20. Jahrhundert.
Die Gebäude stehen unter Denkmalschutz (siehe auch Liste der Baudenkmale in Bücken).

## Geschichte und Beschreibung

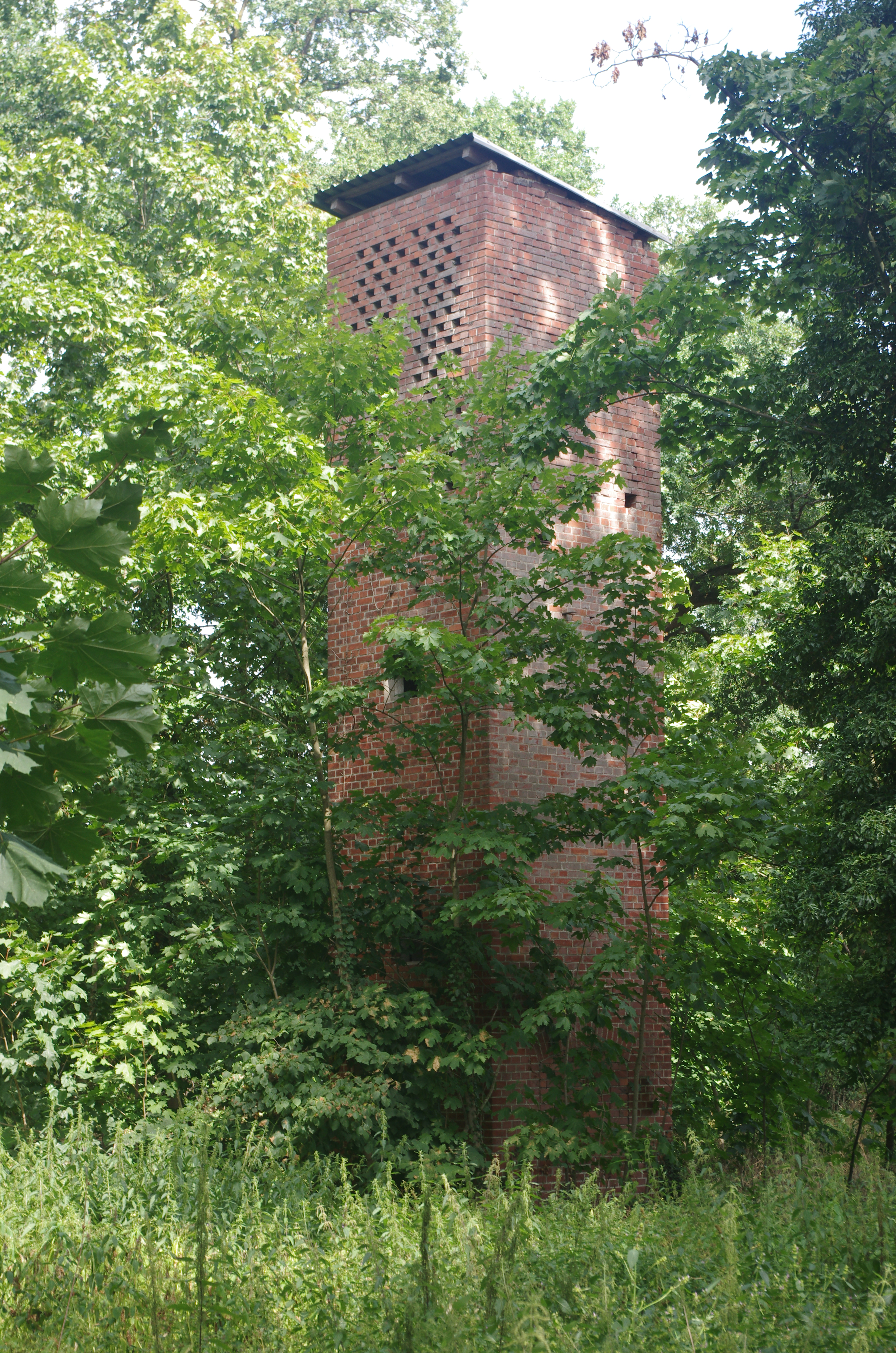
Schlauchturm

1902 wurde die Pflichtfeuerwehr in Duddenhausen gebildet. 1934 ist daraus die Freiwillige Feuerwehr Duddenhausen geworden.
Das eingeschossige verklinkerte ehemalige Feuerwehrgerätehaus mit Satteldach und einem Anbau sowie der separate mehrgeschossige verklinkerte quadratische Schlauchturm mit Flachdach wurden um 1902 gebaut. Nachdem diese Gebäude für ein 1982 neu beschafftes Feuerwehrauto zu klein war, entstand 1984 ein neues Feuerwehrhaus am Sportplatz.
Das Niedersächsische Landesamt für Denkmalpflege befand: „… geschichtliche Bedeutung … … .“
Hinweis: Seit 2022 besteht die Löschgruppe Duddenhausen der ehemaligen Freiwilligen Feuerwehr, die nun der Freiwilligen Feuerwehr Bücken angehört.